# Atichefobia
Col termine di atichefobia (in greco antico: Τύχη?,  Týchē, la personificazione della fortuna e φόβος, phobos, "paura") si indica la fobia di avere un destino avverso e di fallire. 
Questa fobia compare generalmente in individui di età compresa tra i 15 e i 30 anni e può presentarsi con sintomi che variano da persona a persona, ma che generalmente includono difficoltà respiratorie, tachicardia, fitte al petto, vampate di calore, ansia e volontà di sottrarsi alla situazione che causa questa paura. 
Trattandosi di una fobia specifica, non ne sono note le cause, tuttavia si è riscontrato che individui atichefobici mostrano i sintomi della fobia in coincidenza di situazioni alle quali sono collegate esperienze traumatiche pregresse. 